# Banana Republic
Banana Republic è un album live dei cantautori italiani Lucio Dalla e Francesco De Gregori, pubblicato nel 1979 dalla RCA Italiana.

## Il tour
Dopo il successo della canzone in duetto Ma come fanno i marinai, Lucio Dalla e Francesco De Gregori decidono di dar vita insieme a un tour negli stadi italiani. Una serie di gravi incidenti avvenuti ai concerti o nelle immediate vicinanze negli anni precedenti aveva fatto sì che le star straniere e quelle italiane disertassero stadi e palasport impauriti. Il tour “Banana Republic”, quindi, fu il primo, dopo tanto tempo, ad ottenere in Italia la possibilità di tenere concerti di musica pop-rock negli stadi e si svolse in maniera ordinata, registrando un'affluenza di pubblico senza precedenti.
Il tour fu prodotto dai due impresari/manager degli artisti: Libero Venturi per De Gregori e Bibi Ballandi per Lucio Dalla. Il service fu organizzato da Sandro Centinara con il supporto della LEM che fornì le attrezzature.

Il tour partì da Savona il 16 giugno 1979 e si concluse a Rimini il 30 luglio dello stesso anno, articolandosi in 23 date:
| Data           | Città             | Luogo                     | Note           |
| -------------- | ----------------- | ------------------------- | -------------- |
| 16 giugno 1979 | Savona            | Stadio Valerio Bacigalupo |                |
| 19 giugno 1979 | Genova            | Stadio Marassi            |                |
| 21 giugno 1979 | Torino            | Stadio Comunale           |                |
| 23 giugno 1979 | Brescia           | Stadio Mario Rigamonti    |                |
| 25 giugno 1979 | Verona            | Stadio Bentegodi          |                |
| 28 giugno 1979 | Bologna           | Stadio Renato Dall'Ara    |                |
| 30 giugno 1979 | Firenze           | Teatro Tenda              |                |
| 1 luglio 1979  | Perugia           | Stadio Bastia Umbra       |                |
| 3 luglio 1979  | Napoli            | Stadio San Paolo          |                |
| 5 luglio 1979  | Palermo           | Stadio La Favorita        |                |
| 7 luglio 1979  | Catania           |                           | Data annullata |
| 9 luglio 1979  | Foggia            | Stadio Pino Zaccheria     |                |
| 10 luglio 1979 | Taranto           | Stadio Erasmo Iacovone    |                |
| 11 luglio 1979 | Bari              | Stadio della Vittoria     |                |
| 12 luglio 1979 | Termoli           | Stadio Cannarsa           |                |
| 14 luglio 1979 | Pescara           | Stadio Adriatico          |                |
| 16 luglio 1979 | Roma              | Stadio Flaminio           |                |
| 18 luglio 1979 | Cesena            | Stadio La Fiorita         |                |
| 19 luglio 1979 | Jesolo            | Stadio Armando Picchi     |                |
| 21 luglio 1979 | Udine             | Stadio Friuli             |                |
| 23 luglio 1979 | Pesaro            | Stadio Tonino Benelli     |                |
| 25 luglio 1979 | Carrara           | Stadio dei Marmi          |                |
| 28 luglio 1979 | Cagliari          |                           | Data annullata |
| 28 luglio 1979 | Civitanova Marche | Campo sportivo            |                |
| 30 luglio 1979 | Rimini            | Stadio Romeo Neri         |                |

Nei ricordi di Ron, chitarrista del gruppo e curatore degli arrangiamenti, è stata la prima tournée in Italia ad ottenere un successo equiparabile ai grandi eventi musicali statunitensi di quegli anni. Malgrado il successo di pubblico, i biglietti erano venduti al prezzo di 1.000 lire perché negli anni di piombo si temeva ancora un rischio terrorismo in occasione di grandi raduni, soprattutto in quelli che portavano sul palco un tipo di musica che non era del tutto disimpegnata dal punto di vista sociale.
(Francesco De Gregori, Corriere della Sera)
E ancora:
(Francesco De Gregori, Corriere della Sera)
In merito all'osservazione di Mario Luzzatto Fegiz sulla mancata presenza della città di Milano nel tour per via del fatto che De Gregori era stato interrotto e insultato da membri di Autonomia Operaia qualche anno prima durante un concerto al Palalido, mentre Dalla si era beccato una bottiglia incendiaria durante un concerto nel cortile del Castello Sforzesco, De Gregori ha dichiarato:
(Francesco De Gregori, Corriere della Sera)

## Descrizione
L'album raccoglie il meglio dei 28 brani portati in tournée dai due cantautori negli stadi italiani dal 16 giugno al 30 luglio 1979. I due fino ad allora insieme avevano scritto due canzoni, Pablo nel 1975 (contenuta in Rimmel) e Giovane esploratore Tobia nel 1976 (in Bufalo Bill), avevano inciso in studio solo un singolo (Ma come fanno i marinai/Cosa sarà) e si erano esibiti insieme dal vivo una sola volta, a Roma l'8 luglio 1978.
La canzone che dà il titolo all'album è la traduzione, effettuata dal solo De Gregori, della canzone Banana Republics scritta e incisa da Steve Goodman e portata poi al successo da Jimmy Buffett. Del brano non esistono versioni in studio eseguite dai due, ma ne esiste una del solo De Gregori, pubblicata nel 45 giri Viva l'Italia/Banana Republic; lo stesso dicasi per Gelato al limon, scritta da Paolo Conte e da lui inclusa nell'omonimo album di quello stesso anno.
Piazza Grande, del repertorio di Dalla, è cantata soltanto da quest'ultimo, così come De Gregori canta da solo le sue Bufalo Bill e Santa Lucia. In tutte le altre tracce del disco, i due artisti duettano a strofe alterne o in coro a prescindere dall'autore del brano.
La già citata Ma come fanno i marinai, che chiudeva i concerti del duo, è preceduta da un breve accenno di Addio a Napoli.
Le registrazioni sono state effettuate con lo studio mobile "Manor" durante i concerti di Brescia, Verona e Bologna; il tecnico del suono è Peter Greenslade (già al fianco di Fabrizio De André e della Premiata Forneria Marconi, nella tournée svoltasi pochi mesi prima), e gli assistenti David Chapman, Paut Ward e Louise Freedman.
L'album è stato poi missato dal produttore Alessandro Colombini e da Maurizio Montanesi negli studi RCA di Roma.
Gli arrangiamenti delle canzoni sono curati da Ron, presente sul palco - alla chitarra e ai cori - in tutti i brani.
I musicisti di supporto a Lucio Dalla (Curreri, Liberatori, Pezzoli, Nanni e Portera) formeranno in seguito gli Stadio. Il tastierista Fabio Liberatori dichiarerà in seguito che proprio nel corso della tournée di Banana Republic i cinque cominciarono a pensare di poter divenire un gruppo con una propria autonomia. I musicisti di supporto a Francesco De Gregori erano i componenti del gruppo Cyan.

## Il film-concerto
Dal lungo tour estivo di Banana Republic è stato tratto anche un "film concerto dal vivo" per la regia di Ottavio Fabbri che viene proiettato nei cinema italiani. Il film, oltre ad interviste e spezzoni documentari del tour in questione, contiene molte più canzoni rispetto all'LP, e anche i titoli in comune con esso sono esecuzioni differenti da quelle registrate per l'album. Il film è stato pubblicato in DVD per la Passworld.

## Accoglienza
| Recensione | Giudizio |
| ---------- | -------- |
| Allmusic   |          |
| Ondarock   |          |

Il disco live dell'evento venne pubblicato mentre il tour era ancora in corso, arrivando al primo posto in classifica. L'album vendette 500 000 copie in sei mesi, risultando il secondo 33 giri più venduto in Italia nel 1979, dietro solo al disco omonimo dello stesso Dalla.

## Tracce
Lato A
1. Banana Republic – 3:33 (Testo in italiano di Francesco De Gregori; Testo originale in inglese e musica di Steve Goodman, Steve Burgh e Jim Rothermel)
2. Un gelato al limon – 4:50 (Testo e musica di Paolo Conte)
3. La canzone di Orlando – 1:53 (Testo di Roberto Roversi; Musica di Lucio Dalla)
4. Bufalo Bill – 5:06 (Testo e musica di Francesco De Gregori)
5. Piazza Grande – 4:02 (Testo di Sergio Bardotti e Gianfranco Baldazzi; Musica di Rosalino Cellamare e Lucio Dalla)

Lato B
1. 4/3/1943 – 4:57 (Testo di Paola Pallottino; Musica di Lucio Dalla)
2. Santa Lucia – 3:47 (Testo e musica di Francesco De Gregori)
3. Quattro cani – 4:03 (Testo e musica di Francesco De Gregori)
4. Addio a Napoli – 1:06 (Testo e musica di Teodoro Cottrau)
5. Ma come fanno i marinai – 4:59 (Testo e musica di Lucio Dalla e Francesco De Gregori)

## Canzoni del film
1. Pablo
2. Milano
3. Gesù Bambino e la guerra[15]
4. L'ultima luna
5. Com'è profondo il mare
6. Cosa sarà
7. Il cucciolo Alfredo
8. Niente da capire
9. Disperato erotico stomp
10. Quale allegria
11. I ragazzi italiani (cantata da Ron)
12. Banana Republic
13. Bufalo Bill
14. Anna e Marco
15. Un gelato al limon
16. L'anno che verrà
17. Stella di mare
18. Ma come fanno i marinai

## Formazione
- Lucio Dalla – voce, sassofono contralto, clarinetto, pianoforte elettrico
- Francesco De Gregori – voce, chitarra acustica
- Ron – pianoforte, chitarra acustica, cori
- Giovanni Pezzoli – batteria, percussioni
- Franco Di Stefano –batteria, percussioni
- Marco Nanni – basso, cori
- Ricky Portera – chitarra elettrica, chitarra acustica, cori
- George Sims – chitarre elettrica, chitarre acustica, cori
- Gaetano Curreri – pianoforte elettrico, solina, organo Hammond, mellotron, sintetizzatore
- Fabio Liberatori – minimoog, Fender Rhodes